# Grand Prix de Monaco
Grand Prix de Monaco var ett endagslopp i landsvägscykling som avhölls årligen i Monaco från 1949 til 1983, med undantag för 1977. 1950 kördes två upplagor, en i april och en i september. Loppet hölls annars vanligen i februari.

## Podieplaceringar
| År         | Vinnare                   | Tvåa                     | Trea                   |
| 1949       | Émile Rol                 | Amédée Rolland           | Robert Vercellone      |
| 1950 april | Antoine Giauna            | Théo Borri               | Jean Dotto             |
| 1950 sept. | Georges Galliano          | Antoine Giauna           | Amédée Rolland         |
| 1951       | Jean Dotto                | Joseph Mirando           | André Remond           |
| 1952       | Jean Dotto                | Pierre Molineris         | José Gil Solé          |
| 1953       | Francis Siguenza          | Charles Gregorini        | André Geneste          |
| 1954       | Francis Anastasi          | Jacques Dupont           | Gilbert Bauvin         |
| 1955       | André Payan               | Armand Di Caro           | Fernand Valentini      |
| 1956       | Jean Anastasi             | Joseph Mirando           | Raymond Elena          |
| 1957       | Gilbert Bauvin            | Louison Bobet            | Seamus Elliott         |
| 1958       | Germain Derijcke          | Raphaël Géminiani        | Jean Bobet             |
| 1959       | Joseph Groussard          | Nino Defilippis          | Alfred Gratton         |
| 1960       | Jean Graczyk              | Carlo Brugnami           | Claude Colette         |
| 1961       | Jo de Roo                 | Angelo Conterno          | Gilbert Salvador       |
| 1962       | Willy Vanden Berghen      | André Cloarec            | Michel Nédélec         |
| 1963       | Jean Graczyk              | François Hamon           | Gilbert Salvador       |
| 1964       | Italo Zilioli             | Joseph Groussard         | Gilbert Bellone        |
| 1965       | Frans Melckenbeeck        | Carmine Preziosi         | Vito Taccone           |
| 1966       | Gianni Motta              | Vittorio Adorni          | Raymond Poulidor       |
| 1967       | Luciano Armani            | Francis Campaner         | Jean-Louis Bodin       |
| 1968       | Roger Swerts              | Fernand Etter            | Cyrille Guimard        |
| 1969       | Jacques Cadiou            | Pierre Matignon          | Guy Gillet             |
| 1970       | Wladimiro Panizza         | Gianfranco Bianchin      | Constantino Conti      |
| 1971       | Frans Verbeeck            | Eddy Merckx              | Enrico Paolini         |
| 1972       | Frans Verbeeck            | Roger Rosiers            | Victor Van Schil       |
| 1973       | Roger De Vlaeminck        | Raymond Delisle          | Derek Harrison         |
| 1974       | Ferdinand Bracke          | Raymond Delisle          | José De Cauwer         |
| 1975       | Francesco Moser           | Wladimiro Panizza        | Gerrie Knetemann       |
| 1976       | Frans Verbeeck            | Jean-Pierre Danguillaume | Raymond Delisle        |
| 1977       | ej avhållet               | ej avhållet              | ej avhållet            |
| 1978       | Jan Raas                  | Joop Zoetemelk           | Klaus-Peter Thaler     |
| 1979       | Jacques Esclassan         | Paul Sherwen             | René Bittinger         |
| 1980       | Claude Vincendeau         | Alain Meslet             | Hubert Arbès           |
| 1981       | Jean-René Bernaudeau      | Stephen Roche            | Bernard Bourreau       |
| 1982       | Pierre-Raymond Villemiane | Serge Beucherie          | Pierre-Henri Menthéour |
| 1983       | Kim Andersen              | Sean Kelly               | Eric Vanderaerden      |